# 自由的怒吼
《自由的怒吼》（英語：Freedom's Fury）是一部纪念匈牙利十月事件发生50周年而发行的纪录片。影片记录了1956年夏季奥林匹克运动会时男子水球决赛中，匈牙利队与苏联队激烈进行的水中血战。